# Pere Màrtir Rossell i Vilar
Pere Màrtir Rossell i Vilar (Olot, Garrotxa 2 de gener de 1883 - Barcelona 25 de juliol de 1933) fou un veterinari i polític català.
Estudià a l'Escola de Veterinària de Saragossa, i posteriorment exercí a Barcelona i Ripoll. Participà activament en els fets de la Setmana Tràgica de 1909, raó per la qual hagué d'exiliar-se temporalment a França. Allí es va interessar per l'estudi de les produccions pecuàries de Catalunya.
Aprovà les oposicions al cos de veterinaris inspectors d'higiene pecuària, i fou destinat a la duana de Puigcerdà, on treballà del 1910 al 1914 en el primer treball zootècnic de base científica dels Països Catalans. El 1916 assolí la càtedra de l'Escola d'Agricultura de Caldes de Montbui i el mateix any 1916 Enric Prat de la Riba el nomenà director dels Serveis de Ramaderia de la Mancomunitat de Catalunya.
Va dur a terme una intensa tasca divulgadora de noves tècniques en la cria i alimentació del bestiar, amb cursets de perfeccionament i concursos que contribuïren a fomentar l'explotació de les races autòctones més interessants i adients a les condicions de cada comarca. El 1919 Josep Puig i Cadafalch el nomenà director dels Serveis de Patologia Animal i dels de l'Ensenyament Agrícola Postal, de la Mancomunitat. Durant la dictadura de Primo de Rivera va perdre el seu càrrec i col·laborà amb la Societat d'Estudis Militars, de la qual fou un dels principals assessors. Més tard militaria a Esquerra Republicana de Catalunya, amb la qual fou elegit diputat al primer Parlament de Catalunya.
El 1931 fou nomenat director del Parc Zoològic de Barcelona. També fou membre de l'Acadèmia de Ciències i Arts de Barcelona, i col·laborador de la Societat Catalana de Biologia, promotor de l'Associació Protectora de l'Ensenyança Catalana i dirigí la revista Agricultura i Ramaderia.
En l'àmbit familiar, el 1915 es va casar amb Mercè Rosal i Camprodon, amb qui va tenir quatre fills: Mercè, Jaume, Núria i Raimond. La Mercè i la Núria Rossell Rosal van ser bibliotecàries.

## Obres
- Rossell i Vilar, Pere Màrtir. Malalties del bestiar. Barcelona: Impr. L'Avenç, 1911. 363 pàg. Disponible també a: http://hdl.handle.net/2099.4/191, i també: https://ddd.uab.cat/record/60155
- Rossell i Vilar, Pere Màrtir. La Ganadería de Cerdaña . Madrid: Asociación General de Ganaderos, 1916. 80 pàg. Memòries premiades en el concurs de 1916. Disponible també a: http://hdl.handle.net/2099.4/192
- Rossell i Vilar, Pere Màrtir. La Glíptica en etnologia animal : els èquids . S.l: S.n, 1916. 38 pàg. Separata de: Treballs de la Societat de Biologia, 1916.
- Rossell i Vilar, Pere Màrtir. Diferències entre catalans i castellans : les mentalitats específiques . Barcelona: Tipografia l'Avenç, 1917. 82 pàg.
- Rossell i Vilar, Pere Màrtir. Alimentació del bestiar . Barcelona: l'autor, 1917. 231 pàg. Disponible també a: http://hdl.handle.net/2099.4/225, i també: https://ddd.uab.cat/record/60273
- Rossell i Vilar, Pere Màrtir. L'Urgell : centre de cria i precria ramadera. Barcelona: Mancomunitat de Catalunya. Direcció d'Agricultura, 1917. 39 pàg. Disponible també a: http://hdl.handle.net/2099.4/188
- Rossell i Vilar, Pere Màrtir. El Problema actual de l'alimentació de les plantes, de l'home i del bestiar. Barcelona: Consell Provincial d'Agricultura i Ramaderia de Barcelona, 1918. 87 pàg.
- Rossell i Vilar, Pere Màrtir. Importancia de la ganadería en Cataluña y estudio zootécnico de algunas de sus comarcas . Barcelona: Sobs. de López Robert y Cª, Impresores, 1919. a: Memorias de la Real Academia de Ciencias y Artes de Barcelona Barcelona : la Academia. 3ª época. v. 15, nº 1 (1919). Disponible també a: https://ddd.uab.cat/record/73883
- Rossell i Vilar, Pere Màrtir. Engreixament de vedells. Barcelona: Mancomunitat de Catalunya. Serveis Tècnics d'Agricultura, 192?. 48 pàg. Publicacions divulgadores dels Serveis Tècnics d'Agricultura; 18
- Rossell i Vilar, Pere Màrtir. La Vaca lletera. Barcelona: Mancomunitat de Catalunya. Serveis Tècnics d'Agricultura, 192?. 12 pàg. Publicacions divulgadores dels Serveis Tècnics d'Agricultura; 17
- Rossell i Vilar, Pere Màrtir. Auszug eines Beitrages zur Vergleichenden knochenlehre des Pferdes und des Esels : Zootechnik der Katalanischen Eselrasse. Barcelona: Editorial Catalana, 1921. 16 pàg. Publicacions divulgadores dels Serveis Tècnics d'Agricultura; 17
- Rossell i Vilar, Pere Màrtir. Contribució a l'osteologia comparada del cavall i de l'ase; Zootècnia de la raça asinal catalana. Barcelona: Editorial Catalana, 1921. 54 pàg. Arxius de l'Escola Superior d'Agricultura; 1. Disponible també a: http://hdl.handle.net/2099.4/258
- Rossell i Vilar, Pere Màrtir. Contribución a la osteología comparada del caballo y del asno; Zootecnia de la raza asnal catalana : extracto. Barcelona: Editorial Catalana, 1921. 16 pàg. Disponible també a: https://ddd.uab.cat/record/60156
- Rossell i Vilar, Pere Màrtir. Contributo all'osteologia comparata del cavallo e dell asino; Zootecnia della razza asinina catalana : estratto. Barcelona: Editorial Catalana, 1921. 16 pàg.
- Rossell i Vilar, Pere Màrtir. El Problema de les carns. Barcelona: Mancomunitat de Catalunya. Serveis de ramaderia, 1921. 114 pàg. Disponible també a: https://ddd.uab.cat/record/60153
- Rossell i Vilar, Pere Màrtir. La Reproducció i l'herència en el bestiar. Barcelona: Escola Superior d'Agricultura, 1922. 69 pàg. Textos d'ensenyament postal agrícola. Mancomunitat de Catalunya. Disponible també a: http://hdl.handle.net/2099.4/200, i també: https://ddd.uab.cat/record/60152
- Rossell i Vilar, Pere Màrtir. Engreixament de porcs. Barcelona: Mancomunitat de Catalunya. Serveis de Ramaderia, 1922. 7 pàg. Publicacions divulgadores dels Serveis Tècnics d'Agricultura; 10
- Rossell i Vilar, Pere Màrtir. Càtedra de zootècnia : programa de curs. Barcelona: Editorial Catalana, 1922. 30 pàg. 	Escola Superior d'Agricultura de Barcelona. Disponible també a: https://ddd.uab.cat/record/100391
- Rossell i Vilar, Pere Màrtir. Apunts de zootècnia : curs 1922-1923. Document manuscrit, 1922. 366 fulls. 	Escola Superior d'Agricultura de Barcelona. Disponible també a: https://ddd.uab.cat/record/100390
- Rossell i Vilar, Pere Màrtir. Engreixament de porcs. 2a ed. Barcelona : Mancomunitat de Catalunya. Serveis de Ramaderia, 1923. 7 pàg. Publicacions divulgadores dels Serveis Tècnics d'Agricultura; 10
- Rossell i Vilar, Pere Màrtir. Les Vaques i la producció de llet. Barcelona : Escola Superior d'Agricultura, 1923. 98 pàg. Textos d'ensenyament postal agrícola. Mancomunitat de Catalunya. Departament d'Agricultura. Disponible també a: http://hdl.handle.net/2099.4/171
- Rossell i Vilar, Pere Màrtir. Origen de la raça bovina marinera. Barcelona : S.n, 1924. 98 pàg. Separata de: Butlletí de l'Associació Catalana d'Antropologia, Etnologia i Prehistòria, vol. 2, fasc. 1, (1924). p. 67-72
- Rossell i Vilar, Pere Màrtir; Matons, August (dirs). Diccionario de agricultura zootecnia y veterinaria. Barcelona : Barcelona : Salvat, 1928-1936. 3 vols.
- Rossell i Vilar, Pere Màrtir. Alimentación de los animales. Barcelona : Salvat, 1929. 213 pàg. (Biblioteca agrícola Salvat). Disponible també a: http://hdl.handle.net/2099.4/250
- Rossell i Vilar, Pere Màrtir. La Raça. Barcelona : Catalonia, 1930. 364 pàg. Disponible també a: http://hdl.handle.net/2099.4/190 i també: https://ddd.uab.cat/record/60157
- Rossell i Vilar, Pere Màrtir. Las Razas animales en relación con la etnología de Cataluña : memoria leída por el académico electo D. Pedro M. Rossell y Vilá en el acto de su recepción y; discurso de contestación por el académico numerario José María Bofill y Pichot. Barcelona : Sobs. de López Robert y Cª, Impresores, 1930. 34 pàgs. Dins: Memorias de la Real Academia de Ciencias y Artes de Barcelona Barcelona : la Academia, v. 22, nº 1 (1930). Disponible també a: https://ddd.uab.cat/record/73882
- Rossell i Vilar, Pere Màrtir. Organització de la defensa interior. S.n : S.l, 1931. 22 pàg.
- Rossell i Vilar, Pere Màrtir. Estructuració de l'economia rural. Memorias de la Real Academia de Ciencias y Artes de Barcelona Barcelona : la Academia, v. 22. nº 22 (1932)
- Rossell i Vilar, Pere Màrtir. Per què sóc macianista : conferència donada a "Palestra" el día 30 de desembre de 1931. Barcelona : NAGSA, 1932. 27 pàg.